# Kokhma
Kokhma - Кохма (rus) - és una ciutat de l'óblast d'Ivànovo, a Rússia. El 2021 tenia 30.940 habitants. Es troba a la riba de l'Úvod.